# Законы о содомии в США

Декриминализация однополых сексуальных актов в США
1962
1971
1972
1973
1974
1975
1976
1977
1978
1979
1980
1983
1985
1992
1993
1996
1997
1998
1999
2001
2003

Список законодательных актов штатов, запрещающих мужеложство (оспаривалось в деле Лоуренс против Техаса, 2003 г.)
Нет закона, запрещающего содомию
Правовой акт, запрещающий зоофилию
Правовой акт, запрещающий однополые сексуальные контакты
Правовой акт, запрещающий содомию

Законы о содомии в Соединенных Штатах, запрещавшие различные половые акты (содомию), были унаследованы от колониальных законов 1600-х годов.
Хотя Законы о содомии в США часто нацелены на сексуальные действия между лицами одного пола, во многих законах используются достаточно широкие определения, чтобы объявить вне закона определенные половые акты между лицами разного пола, в некоторых случаях даже включая действия между лицами, состоящими в браке. В течение 20 века постепенная либерализация американской сексуальности привела к отмене законов о гомосексуализме в большинстве штатов. Несмотря на это, Верховный суд США подтвердил конституционность законов о содомии в деле Боуэрс против Хардвика в 1986 году. Однако в 2003 году Верховный суд пересмотрел решение по делу Лоуренс против Техаса, тем самым отменив законы о содомии в остальных 14 штатах (Алабама, Флорида, Айдахо, Канзас, Луизиана, Мичиган, Миссисипи, Миссури, Северная Каролина, Оклахома, Южная Каролина, Техас, Юта и Виргиния).

## История
Американский исследователь Колин Талли утверждает, что законы о гомосексуализме в колониальной Америке XVII века практически не соблюдались. Причина, по его мнению, заключается в том, что гомоэротизм не угрожает социальной структуре и не бросает вызов гендерному разделению труда или патриархальной собственности на богатство. В штабе генерала Вашингтона и среди лидеров Новой Республики были геи, хотя в Виргинии и существовала высшая мера наказания за содомию в виде смертной казни. В 1779 году Томас Джефферсон попытался ограничить высшую меру наказания принудительной кастрацией, однако данная поправка была отклонена законодательным собранием Виргинии.
До 1962 года содомия считалась уголовным преступлением во всех штатах и каралась длительным сроком заключения и/или каторжными работами. В том же году Модельный уголовный кодекс, разработанный Американским юридическим институтом для обеспечения единообразия между штатами по мере модернизации своих правовых актов, нашел компромисс, который исключил добровольную содомию из своего уголовного кодекса, сделав преступлением подстрекательство к содомии. В 1962 году Иллинойс принял рекомендации Модельного уголовного кодекса и, таким образом, стал первым штатом, исключившим уголовные наказания за содомию по обоюдному согласию из своего уголовного кодекса, почти на десять лет раньше любого другого штата. За прошедшие годы многие штаты, которые не отменили свои законы о содомии, приняли законы, снижающие наказание. Во время принятия решения по делу Лоуренс против Техаса в 2003 году наказание за нарушение закона о содомии очень сильно варьировалось от юрисдикции к юрисдикции в тех штатах, в которых сохранялись свои законы о содомии. Самые суровые наказания были в Айдахо, где осужденный за содомию мог получить пожизненное заключение. Затем следовал штат Мичиган с максимальным наказанием в виде 15 лет тюремного заключения, в то время как рецидивисты получили пожизненное заключение.
К 2002 году 36 штатов отменили свои законы о содомии или их суды отменили их. К моменту решения Верховного суда 2003 года законы в большинстве штатов больше не применялись или применялись очень избирательно. Однако продолжающееся существование этих редко соблюдаемых законов в сводах правовых актов часто упоминается как оправдание дискриминации в отношении геев, лесбиянок и бисексуалов.
26 июня 2003 г. Верховный суд США в решении 6–3 по делу Лоуренс против Техаса отменил закон Техаса об однополой гомосексуальности, постановив, что частное сексуальное поведение защищено правами свободы, подразумеваемыми в пункте о надлежащей правовой процедуре Конституции Соединенных Штатов. Это решение аннулировало все государственные законы о содомии в той мере, в какой они применялись к некоммерческому поведению в частном порядке между согласными гражданскими лицами, и отменило решение суда 1986 года по делу Бауэрс против Хардвика, которое поддержало закон Джорджии о содомии.
До этого постановления 2003 года 27 штатов, округ Колумбия и 4 территории отменили свои законы о содомии законодательными актами, в 9 штатах они были отменены или признаны недействительными по решению суда штата, в 4 штатах все еще действовали законы о гомосексуализме и в 10 штатах, в том числе в Пуэрто-Рико и в армии США действовали законы, применимые ко всем, независимо от пола. В 2005 году Пуэрто-Рико отменил свой закон о содомии, а в 2006 году штат Миссури отменил свой закон против «гомосексуального поведения». В 2013 году Монтана исключила «сексуальные контакты или половые сношения между двумя лицами одного пола» из своего определения отклоняющегося сексуального поведения, Вирджиния отменила закон о непристойном и похотливом сожительстве, а гомосексуализм был легализован в вооруженных силах США.
В 2005 году, основываясь на своем решении по делу Лоуренса, Верховный суд Вирджинии по делу Мартин против Зихерла признал недействительным § 18.2-344, правовой акт штата Вирджиния, объявляющий физическую близость лиц, не состоящих в законном браке, преступлением.
Устав Луизианы по-прежнему включает «неестественное совокупление человека с другим лицом того же пола» в определение «преступления против природы», караемое (теоретически) штрафом в размере до 2000 долларов или тюремным заключением на срок до пяти лет, с каторжными работами или без них, однако этот раздел был дополнительно рассмотрен Апелляционным судом пятого округа Соединенных Штатов в 2005 году в свете решения по делу Лоуренс против Техаса.
В деле Штат против Уайтли (2005 г.) Апелляционный суд Северной Каролины постановил, что закон о преступлении против природы, NCGS § 14-177, не является неконституционным, поскольку его можно надлежащим образом использовать для криминализации сексуального поведения с участием несовершеннолетних, в том числе и в виде принуждения к сексу, публичного непристойного поведения и проституции.
31 января 2013 года Сенат Виргинии принял законопроект, отменяющий § 18.2-345, закон о непристойном и похотливом сожительстве, принятый в 1877 году. 20 февраля 2013 года Палата делегатов Виргинии приняла закон 62 голосами против 25. голосов. 20 марта 2013 года губернатор Боб Макдоннелл подписал отмену закона о непристойном и похотливом сожительстве из Кодекса Виргинии.
12 марта 2013 года коллегия из трех судей Апелляционного суда четвертого округа отменила § 18.2-361 закона о преступлениях против природы. 26 марта 2013 г. генеральный прокурор Виргинии Кен Куччинелли подал прошение о повторном рассмотрении дела в полном объеме, но 10 апреля 2013 г. суд отклонил это ходатайство, так как ни один из 15 судей не поддержал его. 25 июня Куччинелли подал ходатайство об истребовании дела с просьбой к Верховному суду США пересмотреть решение Апелляционного суда, которое было отклонено 7 октября.
7 февраля 2014 года Сенат Виргинии проголосовал 40-0 за пересмотр правового акта «Преступления против природы» с целью снятия запрета на однополые сексуальные отношения. 6 марта 2014 г. Палата делегатов штата Виргиния проголосовала за законопроект со счетом 100:0. 7 апреля губернатор представил несколько иную версию законопроекта. Закон был принят Законодательным собранием 23 апреля 2014 года и вступил в силу.
В апреле 2014 года предложенный закон Луизианы стремился пересмотреть закон штата о преступлениях против природы, сохранив существующий запрет на содомию во время совершения изнасилования и сексуального насилия над детьми, а также на секс с животными, но отменив неконституционный запрет на секс между взрослыми по согласию. Законопроект был отклонен 15 апреля 2014 года 66 голосами против 27.
26 февраля 2019 г. Юта проголосовала за пересмотр своих законов о содомии, включив в него только насильственную содомию и содомию в отношении детей, а не любые сексуальные отношения между взрослыми по обоюдному согласию. Губернатор Гэри Герберт подписал закон 26 марта 2019 года.
23 мая 2019 года Палата представителей штата Алабама приняла законопроект 320 Сената Алабамы, который отменяет запрет на «извращенные половые сношения». 28 мая 2019 года Сенат штата Алабама принял законопроект Сената Алабамы № 320, 32 из которых были одобрены, а 3 отсутствовали. Закон вступил в силу 1 сентября 2019 г..
По состоянию на 1 октября 2020 года 15 штатов либо еще официально не отменили свои законы против сексуальных отношений среди взрослых по обоюдному согласию, либо не пересмотрели их, чтобы точно отразить их истинные масштабы после дела Лоуренс против Техаса. Часто закон о содомии составлялся так, чтобы также охватывать другие формы сексуального поведения, такие как зоофилия, и впоследствии ни одна попытка их разделить не увенчалась успехом. Уставы одиннадцати штатов предполагают запретить все формы содомии, включая оральный секс, независимо от пола участников: Флорида, Джорджия, Айдахо, Луизиана, Мэриленд, Массачусетс, Мичиган, Миннесота, Миссисипи, Северная Каролина, Оклахома и Южная Каролина. Три штата специально устанавливали свои законы только в отношении однополых отношений: Канзас,Кентукки и Техас.
18 марта 2020 года Мэриленд проголосовал за отмену закона о содомии. Закон был принят в мае 2020 года без подписи губернатора Ларри Хогана. В то время как первоначальный текст законопроекта был направлен на отмену как закона штата о гомосексуализме, так и закона о противоестественной или извращенной сексуальной практики, поправки Сената Мэриленда призывали только полностью отменить закон о содомии.

## Федеральный закон
Законы о содомии в Соединенных Штатах были в основном вопросом штата, а не федеральной юрисдикции, за исключением законов, регулирующих округ Колумбия и Вооруженные силы США.

### Округ Колумбия
В 1801 году Конгресс принял Органический закон округа Колумбия 1801 года, который подтверждал действие всех уголовных законов Мэриленда и Виргинии в теперь официально структурированном Округе, причем законы Мэриленда применялись к той части Округа, которая была передана Мэриленду, а законы Виргинии применялись к той части, которая перешла из Виргинии. В то время в Мэриленде действовал закон о содомии, применимый только к свободным мужчинам с наказанием в виде "работы на любое время по их усмотрению, не превышающий семи лет за то же преступление, на дорогах общего пользования указанного округа или в совершении преступления". ремонт или уборка улиц города Балтимор» и смертная казнь для рабов, совершающих содомию, в то время как в штате Виргиния предусматривалось от 1-10 лет наказания за содомию у свободных людей, и смертная казнь для рабов, совершающих содомию. Закон вступил в силу 27 февраля 1801 г..
В 1831 году Конгресс установил наказания в округе Колумбия за ряд преступлений, но не за содомию. В нем указывалось, что «любое другое уголовное преступление, проступок или правонарушение, не предусмотренное этим законом, может и должно быть наказано так же, как и прежде» В то время в Мэриленде и Виргинии было наказание сроком от 1 до 10 лет за содомию. Он вступил в силу 2 марта 1831 года.
В 1892 году Конгресс принял закон для округа Колумбия, в котором говорится, что «для сохранения общественного спокойствия и защиты собственности в округе Колумбия». В законе к бродягам были отнесены "все публичные проститутки и все такие люди, которые ведут заведомо непристойный или похотливый образ жизни" Все преступники должны были внести залог в размере до 200 долларов за хорошее поведение на срок в шесть месяцев. Закон вступил в силу 29 июля 1892 г.
В 1898 году Конгресс удалил слово «заведомо» из положения, касающегося непристойного или развратного образа жизни, тем самым разрешив уголовное преследование нарушителей. Залог за хорошее поведение был увеличен до 500 долларов, а закон стал явно нейтральным с гендерной точки зрения. Закон вступил в силу 8 июля 1898 г.
В 1901 году Конгресс принял новый кодекс округа Колумбия, который прямо признал преступления по общему праву с наказанием за них сроком до пяти лет и/или штрафом в 1000 долларов. Закон вступил в силу 3 марта 1901 г.
В 1935 году Конгресс принял закон для округа Колумбия, который объявил преступлением «любое лицо, которое приглашает, соблазняет, убеждает или обращается с целью пригласить, соблазнить или убедить любое лицо или лиц ... сопровождать», идти с ним, следовать за ним или ею до его или ее жилища или любого другого дома или здания, ограды или другого места с целью проституции или любой другой аморальной или непристойной цели". Он предусматривал штраф в размере до 100 долларов США, тюремное заключение сроком до 90 дней, и судам было разрешено «налагать определенные условия» на всех, кто осужден по этому закону, включая «медицинское и психическое обследование, диагностику и лечение соответствующими органами здравоохранения и социального обеспечения, и такие другие условия, которые суд может счесть лучшими для защиты общества, а также наказания, контроля и реабилитации обвиняемого". Закон вступил в силу 14 августа 1935 года.
В 1941 году Конгресс принял новый закон о вымогательстве для округа Колумбия, в котором «бродягой» считалось любое лицо, которое «участвует в блуде или извращениях по найму или совершает их по найму». Закон вступил в силу 17 декабря 1941 г.
В 1948 году Конгресс принял первый закон о содомии в округе Колумбия, который устанавливал наказание в виде тюремного заключения до 10 лет или штрафа в размере до 1000 долларов за содомию. В этот закон о содомии также были включены закон о правонарушителях-психопатах и закон, «предусматривающий лечение сексуальных психопатов в округе Колумбия и для других целей». Закон вступил в силу 9 июня 1948 г.
В 1953 году Конгресс изменил закон о привлечении внимания в округе Колумбия так, что срок тюремного заключения на срок до 90 дней был сохранен, но максимальный штраф был повышен до 250 долларов, и ссылка на право судей «налагать условия» на подсудимых был удален. Закон вступил в силу 29 июня 1953 г.
В 1981 году, после того как Конгресс восстановил самоуправление в округе Колумбия, он принял закон, отменявший закон о содомии, а также другие акты по взаимному согласию и сделавший законы о сексуальном насилии гендерно-нейтральными. Тем не менее, Палата представителей США воспользовалась сохраненными за ней правом вето на законы, принятые Советом округа Колумбия. 1 октября 1981 года Палата представителей проголосовала 281–119 за отклонение нового закона. В 1983 году одно из вето Конгресса Палаты представителей было признано неконституционным Верховным судом США в деле Служба иммиграции и натурализации против Чадхи, но закон был отменен актом Конгресса в соответствии с необходимостью пересмотра закона о самоуправлении решением Верховного Суда.

#### Отмена
В 1993 году округ Колумбия принял закон, отменяющий закон о содомии, но на этот раз Конгресс не вмешался и позволил закону вступить в силу.

### Армия США
Хотя военные США увольняли солдат за гомосексуальные отношения на протяжении восемнадцатого и девятнадцатого веков, военное законодательство США прямо не запрещало гомосексуализм или гомосексуальное поведение до 4 февраля 1921 года [34].
1 марта 1917 года были введены в действие статьи о войне 1916 года. Это включало пересмотр Статей войны 1806 года, новые правила подробно описывают правовые акты, регулирующие военную дисциплину и правосудие США. В категории «Прочие преступления и правонарушения» статья 93 гласит, что любое лицо, подпадающее под действие военного законодательства, которое совершает «нападение с целью совершения гомосексуализма», должно быть наказано в соответствии с решением военного трибунала.
4 июня 1920 года Конгресс внес изменения в статью 93 Статей о войне 1916 года. Она была изменена, чтобы сделать сам акт содомии преступлением, отдельным от преступления нападения с целью совершения содомии. Он вступил в силу 4 февраля 1921 года.
5 мая 1950 года UCMJ был принят Конгрессом, подписан президентом Гарри С. Трумэном и вступил в силу 31 мая 1951 года. Статья 125 запрещает содомию среди всех военнослужащих, определяя ее как «любое лицо, подпадающее под действие закона. В этой главе тот, кто участвует в неестественном плотском совокуплении с другим лицом того же или противоположного пола, или с животным, виновен в содомии. Проникновения, даже небольшого, достаточно для завершения преступления».
Что касается Вооруженных сил США, Апелляционный суд вооруженных сил постановил, что решение по делу Лоуренс против Техаса применяется к статье 125, серьезно сужая предыдущий запрет на мужеложство. В обоих делах «Соединенные Штаты против Стиреволта» и «Соединенные Штаты против Маркума» суд постановил, что «поведение [содомия по обоюдному согласию] подпадает под интересы свободы, определенные Верховным судом», но далее заявил, что, несмотря на применение Лоуренса в военных условиях, статья 125 все еще может быть поддержана в случаях, когда существуют «факторы, уникальные для военной среды», которые ставят поведение «вне любых защищаемых интересов свободы, признанных в Лоуренсе». Примеры таких факторов включают изнасилование, братание, публичное сексуальное поведение или любые другие факторы, которые могут отрицательно повлиять на порядок и дисциплину. Приговоры за содомию по обоюдному согласию были отменены военными судами по делу Лоуренса в обоих делах: Соединенные Штаты против Мено и Соединенные Штаты против Баллока.

#### Отмена
26 декабря 2013 г. президент Барак Обама подписал Закон о полномочиях национальной обороны на 2014 финансовый год, который отменил запрет на содомию по обоюдному согласию, закрепленный в статье 125.

## Государственные и территориальные законы до решения по делу Лоуренс против Техаса
Ниже приводится таблица законов о содомии и наказаний в штатах и территориях США до их отмены в 2003 году.
В таблице указано, какие действия или группы попадали под действие каждого закона о содомии в отношении взрослых. В таблице также приведены год отмены и исключения в законах.
| Штат или территория         | Год отмены или исключения | Что входит    | Что входит    | Что входит                | Что входит                            | Что входит        | Аннулирован |
| Штат или территория         | Год отмены или исключения | Оральный секс | Анальный секс | Гомосексуальные отношения | Гетеросексуальные отношения вне брака | Отношения в браке | Аннулирован |
| --------------------------- | ------------------------- | ------------- | ------------- | ------------------------- | ------------------------------------- | ----------------- | --- |
| Алабама                     | 2003                      |               |               |                           |                                       |                   | - Верховный суд США (Лоуренс против Техаса) - Законодательная отмена (2019) |
| Аляска                      | 1971/1980                 |               |               |                           |                                       |                   | - Законодательная отмена 1971: оральный секс декриминализован 1980: анальный секс декриминализован |
| Американское Самоа          | 1979                      | Нет данных    | Нет данных    | Нет данных                | Нет данных                            | Нет данных        | - Законодательная отмена (1979) |
| Аризона                     | 2001                      |               |               |                           |                                       |                   | - Законодательная отмена |
| Арканзас                    | 1975/ 2001/ 2005          |               |               |                           |                                       |                   | - Законодательная отмена (1975 г., восстановлена в отношении лиц одного пола в 1977 г.) - Верховный суд Арканзаса (Джегли против Пикадо) - Отмена закона (2005 г., отдельный запрет на зоофилию) |
| Калифорния                  | 1976                      | Нет данных    | Нет данных    | Нет данных                | Нет данных                            | Нет данных        | - Законодательная отмена |
| Колорадо                    | 1972                      | Нет данных    | Нет данных    | Нет данных                | Нет данных                            | Нет данных        | - Законодательная отмена |
| Коннектикут                 | 1971                      | Нет данных    | Нет данных    | Нет данных                | Нет данных                            | Нет данных        | - Законодательная отмена |
| Далавэр                     | 1973                      | Нет данных    | Нет данных    | Нет данных                | Нет данных                            | Нет данных        | - Законодательная отмена |
| Округ Колумбия              | 1993                      | Нет данных    | Нет данных    | Нет данных                | Нет данных                            | Нет данных        | - Законодательная отмена - Законодательная отмена (1995 г.) - Законодательная отмена (2004 г.) |
| Флорида                     | 2003                      |               |               |                           |                                       |                   | - Верховный суд США (Лоуренс против Техаса); ПРИМЕЧАНИЕ: решение по делу "Франклин против государства" (1971), отменило первоначальный закон о «преступлениях против природы»; мужеложство по-прежнему может преследоваться по отдельному закону за «противоестественные и развратные действия»; закон против супружеской неверности также сохранен                                                            |
| Джорджия                    | 1998                      |               |               |                           |                                       |                   | - Верховный суд штата Джорджия (Пауэлл против Джорджии) |
| Гуам                        | 1978                      | Нет данных    | Нет данных    | Нет данных                | Нет данных                            | Нет данных        | - Законодательная отмена |
| Гавайи                      | 1973                      | Нет данных    | Нет данных    | Нет данных                | Нет данных                            | Нет данных        | - Законодательная отмена |
| Айдахо                      | 1971/ 2003                |               |               |                           |                                       |                   | - Законодательная отмена (1971 г., законы восстановлены в 1972 г.) - Верховный суд США (Лоуренс против Техаса) |
| Иллинойс                    | 1962                      | Нет данных    | Нет данных    | Нет данных                | Нет данных                            | Нет данных        | - Законодательная отмена (первый штат) |
| Индиана                     | 1976                      | Нет данных    | Нет данных    | Нет данных                | Нет данных                            | Нет данных        | - Законодательная отмена |
| Айова                       | 1978                      | Нет данных    | Нет данных    | Нет данных                | Нет данных                            | Нет данных        | - Законодательная отмена |
| Канзас                      | 2003                      |               |               |                           |                                       |                   | - Отмена закона (в 1969 году для гетеросексуалов, однополые сексуальные отношения все еще незаконны - первый штат, нацеленный на ЛГБТ) - Верховный суд США (Лоуренс против Техаса) |
| Кентукки                    | 1992                      |               |               |                           |                                       |                   | - Отмена закона (1974 год для гетеросексуалов, однополые сексуальные отношения все еще незаконны) - Верховный суд штата Кентукки (Кентукки против Уоссона) |
| Луизиана                    | 2003                      |               |               |                           |                                       |                   | - Верховный суд США (Лоуренс против Техаса) |
| Мэн                         | 1976                      | Нет данных    | Нет данных    | Нет данных                | Нет данных                            | Нет данных        | - Законодательная отмена |
| Мэриленд                    | 1999                      |               |               |                           |                                       |                   | - Апелляционный суд Мэриленда Шоссэт против государства (1990) (гетеросексуалы) Уильямс против Гленденинга (1998) (оральный секс, гомосексуалисты, постановление) Уильямс против Гленденинга (1999) анальный секс, указ об обоюдном согласии) - Частичная отмена законодательства с 1 октября 2020 г. |
| Массачусетс                 | 1974                      |               |               |                           |                                       |                   | - Верховный суд штата Массачусетс (Содружество против Бальтазара) (1974 г.) (ГЛАД против Генерального прокурора) (2002 г.) |
| Мичиган                     | 1990/ 2003                |               |               |                           |                                       |                   | - 3-й окружной суд штата Мичиган (Мичиганская организация Права человека против Келли) (1990 г.) (Подано непосредственно прокурорам округа Уэйн, при отсутствии уверенности в том, является ли постановление обязательным для всех прокуроров штата) - Апелляционный суд штата Мичиган (Люди против Брашиера) (1992 г.) (Суд подтвердил закон о содомии, фактически отменив решение по делу МОПЧ против Келли) |
| Миннесота                   | 2001                      |               |               |                           |                                       |                   | - Апелляционный суд Миннесоты (Доу против Вентуры) |
| Миссисипи                   | 2003                      |               |               |                           |                                       |                   | - Верховный суд США (Лоуренс против Техаса) |
| Миссури                     | 1999/ 2003                |               |               |                           |                                       |                   | - Апелляционный суд штата Миссури, западный округ (Штат Миссури против Когшелла) (1999) (Только в округах Западного округа) - Верховный суд США (Лоуренс против Техаса) (остальная часть Миссури) - Законодательная отмена (2006) |
| Монтана                     | 1997                      |               |               |                           |                                       |                   | - Законодательная отмена (1974) (только гетеросексуальный оральный и анальный секс - ссылка на «преступления против природы» была отменена и заменена на «извращенные сексуальные отношения») - Верховный суд Монтаны (Грычан против государства) - Законодательный акт (2013 г.) отменил «девиантные сексуальные отношения»                                                                                   |
| Небраска                    | 1978                      | Нет данных    | Нет данных    | Нет данных                | Нет данных                            | Нет данных        | - Законодательная отмена |
| Невада                      | 1993                      | Нет данных    | Нет данных    | Нет данных                | Нет данных                            | Нет данных        | - Законодательная отмена |
| Нью-Гэмпшир                 | 1975                      | Нет данных    | Нет данных    | Нет данных                | Нет данных                            | Нет данных        | - Законодательная отмена |
| Нью-Джерси                  | 1978                      | Нет данных    | Нет данных    | Нет данных                | Нет данных                            | Нет данных        | - Законодательная отмена |
| Нью-Мексико                 | 1975                      | Нет данных    | Нет данных    | Нет данных                | Нет данных                            | Нет данных        | - Законодательная отмена |
| Нью-Йорк                    | 1980/ 2000                |               |               |                           |                                       |                   | - Апелляционный суд Нью-Йорка (Нью-Йорк против Онофре) (1980) (за исключением Национальной гвардии Нью-Йорка) - Отмена закона 2000 г. (применительно к Национальной гвардии Нью-Йорка) |
| Северная Каролина           | 2003                      |               |               |                           |                                       |                   | - Верховный суд США (Лоуренс против Техаса) |
| Северные Марианские Острова | 1983                      | Нет данных    | Нет данных    | Нет данных                | Нет данных                            | Нет данных        | - Законодательная отмена |
| Северная Дакота             | 1973                      | Нет данных    | Нет данных    | Нет данных                | Нет данных                            | Нет данных        | - Законодательная отмена |
| Огайо                       | 1974                      | Нет данных    | Нет данных    | Нет данных                | Нет данных                            | Нет данных        | - Законодательная отмена |
| Оклахома                    | 1988/ 2003                |               |               |                           |                                       |                   | - Оклахомский апелляционный уголовный суд (Ньюсом против государства) (1988) (гетеросексуалы) - Верховный суд США(Лоуренс против Техаса) (гомосексуалисты) |
| Орегон                      | 1972                      | Нет данных    | Нет данных    | Нет данных                | Нет данных                            | Нет данных        | - Законодательная отмена |
| Пенсильвания                | 1972/ 1980                |               |               |                           |                                       |                   | - Законодательное решение, 1972 г.(только супружеские пары) - Верховный суд Пенсильвании(Содружество против Бонадио) (все остальные отношения) - Отмена законодательного акта, 1995 г. |
| Пуэрто-Рико                 | 1974/ 2003                |               |               |                           |                                       |                   | - Законодательное решение(1974)(только гетеросексуальный оральный секс) - Верховный суд США(Лоуренс против Техаса) (все другие формы) - Законодательная отмена (2006) |
| Род-Айленд                  | 1998                      |               |               |                           |                                       |                   | - Законодательная отмена |
| Южная Каролина              | 2003                      |               |               |                           |                                       |                   | - Верховный суд США (Лоуренс против Техаса) |
| Южная Дакота                | 1977                      | Нет данных    | Нет данных    | Нет данных                | Нет данных                            | Нет данных        | - Законодательная отмена |
| Теннесси                    | 1996                      |               |               |                           |                                       |                   | - Отмена закона (1989 г. для гетеросексуалов, однополые сексуальные отношения все еще незаконны) - Уголовный суд ТеннессиАпелляции (Кэмпбелл против Сандквиста) (апелляция отклонена Верховным судом Теннесси) |
| Техас                       | 2003                      |               |               |                           |                                       |                   | - Законодательное решение (1974)(только гетеросексуальный оральный и анальный секс - ссылка на «содомию» была отменена и заменена на «гомосексуальное поведение») - Верховный суд США(Лоуренс против Техаса) |
| Юта                         | 1971/ 2003                |               |               |                           |                                       |                   | - Законодательная отмена (1971 г., полностью восстановлена в 1972 г.) - Верховный суд США(Лоуренс против Техаса) - Законодательная отмена (2019) |
| Вермонт                     | 1977                      | Нет данных    | Нет данных    | Нет данных                | Нет данных                            | Нет данных        | - Законодательная отмена |
| Виргинские острова          | 1985                      | Нет данных    | Нет данных    | Нет данных                | Нет данных                            | Нет данных        | - Законодательная отмена |
| Виргиния                    | 2003                      |               |               |                           |                                       |                   | - Верховный суд США(Лоуренс против Техаса) - Верховный суд Вирджинии(Мартин против Зихерла) (2005 г.) - Отмена законодательства (только непристойное и похотливое сожительство, 2013 г.) - Апелляционный суд США четвертого округа(Лось против Макдональда) (2013 г.) - Отмена закона (анальный и оральный секс, 2014 г.)                                                                                      |
| Вашингтон                   | 1976                      | Нет данных    | Нет данных    | Нет данных                | Нет данных                            | Нет данных        | - Законодательная отмена |
| Западная Виргиния           | 1976                      | Нет данных    | Нет данных    | Нет данных                | Нет данных                            | Нет данных        | - Законодательная отмена |
| Висконсин                   | 1983                      | Нет данных    | Нет данных    | Нет данных                | Нет данных                            | Нет данных        | - Законодательная отмена |
| Вайоминг                    | 1977                      | Нет данных    | Нет данных    | Нет данных                | Нет данных                            | Нет данных        | - Законодательная отмена |